# Moimenta (Terras de Bouro)
Moimenta ist eine Gemeinde im Norden Portugals.
Moimenta gehört zum Kreis Terras de Bouro im Distrikt Braga, besitzt eine Fläche von 3,4 km² und hat 783 Einwohner (Stand 19. April 2021).